# Madeline Smith
Madeline Smith (n. 2 august 1949, Hartfield⁠(d), Wealden, Anglia, Regatul Unit) este o actriță engleză.
Model în anii 1960, ea a lucrat la multe filme de comedie, seriale de televiziune și filme de groază pentru Hammer Film în anii 1960 și 1970.
Ea este cunoscută la nivel internațional pentru personajul „Miss Caruso”, frumoasa agentă secretă italiană care este surprinsă dormind cu James Bond în deschiderea filmului Live and Let Die.

## Filmografie
- The Vampire Lovers
- The Mini Mob
- Tam-Lin
- Up Pompeii
- Up the Front
- The Amazing Mr Blunden
- Live and Let Die
- Theatre of Blood